# 蛇蝎情人 (2002年电影)
《蛇蝎情人》2002年7月9日上映于香港的惊悚片。

## 剧情
付藏的父亲在付藏很小的时候，因为和他人的纠纷被人杀害，他变得沉默寡言，一日，他遇到一个降头师，那人交给了他降头术。
陈东被蛇咬死，引起了警察（郑浩南）的追踪，他们怀疑是养蛇大户卡罗王干的。付藏爱慕卡雨露，一天，他带着一束鲜花到卡罗王家去拜会她，结果被卡雨露的追求者李彬痛打一顿，李彬、方琦（张茜）和卡雨露（李思蓓）三人随后到夜店去唱歌跳舞，活动结束后，卡雨露和李彬支走方琦，两人到公园里打算偷欢，因为尿急，李彬到灌木丛去撒尿，结果被付藏使用降头术驱使毒蛇咬死了。
多日之后，是付藏父亲的祭日，他打电话给姑母，请她和姑父到他家来参加祭奠仪式，因为姑父中风，她委派了自己的女儿如梦（钟淑慧）代表参加。警方查到了付藏曾被李彬殴打，来到李彬家里调查，被李彬巧妙地应付过去。
一日，付藏带着表妹出去散心，碰到了卡雨露、方琦和她的追求者，付藏再次被“癞皮狗”及其帮手殴打了一顿，回家后，付藏使用降头术来对付他们，使得他们三人都被毒蛇咬死。后来在付藏作法时，不小心被表妹如梦看到，他把如梦用绳子帮了起来。因为多日不见如梦回香港，她的丈夫便到付藏家来找她，也被付藏抓了起来，和其妻子如梦绑在一起。有一天，付藏又在神龛前面作法，把在家的卡雨露勾到了自己家中。趁此良机，如梦催着丈夫解开绳子，两人匆匆跑到警察局报案，警察随后来到付藏家中，将付藏抓获。

## 演员
| 演员   | 角色     | 备注                                       |
| 罗家英 | 卡罗王   | 养蛇大户户主，女儿卡雨露。                 |
| 钟淑慧 | 如梦     | 付藏的表妹，已婚，香港居民。               |
| 林伟健 | 付藏     | 爱慕卡雨露，精通降头术。                   |
| 郑浩南 | 王学斌   | 警察。                                     |
| 李思蓓 | 卡雨露   | 养蛇大户户主卡罗王的女儿，父女相依为命。   |
| 张茜   | 方琦     | 卡雨露的好友。                             |
| 甘小伟 | 癞皮狗   | 爱慕卡雨露，社会流氓，被付藏用降头术害死。 |
| 罗晓浩 | 儿时付藏 |                                            |
| 张军   | 李彬     | 爱慕卡雨露，被付藏用降头术害死。           |

## 外部連結
- 豆瓣电影上《蛇蠍情人》的資料 （简体中文）
- 香港影庫上《蛇蠍情人》的資料（繁體中文）